# Ahyeon (metropolitana di Seul)
Ahyeon (아현역 - 阿峴驛, Ahyeon-yeok ) è una stazione della metropolitana di Seul della linea 2 e si trova nel quartiere di Mapo-gu, a Seul.

## Linee
Seoul Metro
● Linea 2 (Codice: 242)

## Struttura
La stazione è sotterranea, e possiede due binari con due marciapiedi laterali protetti da porte di banchina. Sono presenti due aree tornelli, una per ciascuna direzione, e quindi è necessario decidere la direzione prima di inserire il biglietto nei tornelli. Essendo la linea 2 una linea circolare, i binari vengono designati come "circolare interna" e "circolare esterna".
| Circ. interna | ● Linea 2 | per Chungjeongno, Sicheong, Euljiro 3-ga e Dongdaemun History & Culture Park |
| Circ. esterna | ● Linea 2 | per Hongdae-ipgu, Dangsan, Yeongdeungpo-gucheong e Sindorim                  |

## Stazioni adiacenti
| «       | Servizio | »            |
| Linea 2 | Linea 2  | Linea 2      |
| ------- | -------- | ------------ |
| Idae    | -        | Chungjeongno |